# Amegilla elegans
Amegilla elegans är en biart som först beskrevs av Smith 1859.  Amegilla elegans ingår i släktet Amegilla och familjen långtungebin. Inga underarter finns listade i Catalogue of Life.